# The Girl in the Book
Pour plus de détails, voir Fiche technique et Distribution.
About Alice (The Girl in the Book) est un film américain réalisé par Marya Cohn, sorti en 2015.

## Synopsis
Une jeune éditrice doit faire face à son passé alors qu'un auteur de best seller entre à nouveau dans sa vie.

## Fiche technique
- Titre : The Girl in the Book
- Réalisation : Marya Cohn
- Scénario : Marya Cohn
- Musique : Will Bates
- Photographie : Trevor Forrest
- Montage : Jessica Brunetto
- Production : Kyle Heller et Gina Resnick
- Société de production : Varient et Busted Buggy Entertainment
- Société de distribution : Freestyle Releasing (États-Unis)
- Pays :  États-Unis
- Genre : Drame
- Durée : 86 minutes
- Dates de sortie : 
  -  États-Unis : 11 décembre 2015

## Distribution
- Emily VanCamp (VF : Magali Mestre) : Alice Harvey
  - Ana Mulvoy Ten : Alice jeune
- Michael Nyqvist (VF : Éric Bonicatto) : Milan Daneker
- David Call (en) (VF : Olivier Valiente) : Emmett Grant
- Michael Cristofer (VF : Georges Pawloff) : le père
- Talia Balsam : la mère
- Ali Ahn (VF : Caroline Lemaire) : Sadie
- Mason Yam : Tyler
- Courtney Daniels : Lynn
- Jordan Lage (VF : Michaël Cermeno) : Jack

## Accueil
Le film a reçu un accueil favorable de la critique. Il obtient un score moyen de 68 % sur Metacritic.